# Ferrovia Airasca-Saluzzo
La ferrovia Airasca-Saluzzo era una linea ferroviaria regionale per passeggeri, in esercizio dal 1884 al 1986 tra le città di Airasca e Saluzzo, passando per Moretta.
Storicamente costituita dall'unione di tratte realizzate in tempi diversi, la linea ha sempre svolto un servizio passeggeri e merci limitato, anche a causa della natura allora rurale dei luoghi attraversati.

## Storia

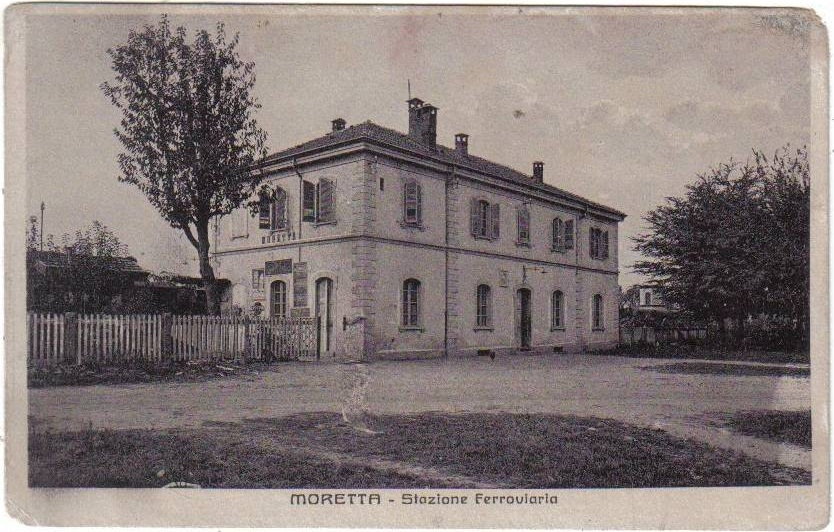
Cartolina della stazione di Moretta, la principale della linea

Con il Regio Decreto del 29 luglio 1879 furono inserite fra le ferrovie complementari da realizzarsi in Piemonte la linea Airasca-Moretta-Cavallermaggiore e la sua diramazione Moretta-Saluzzo, classificate inizialmente come "ferrovie economiche"; la prima di esse fu riclassificata, durante la fase di progettazione, quale linea di seconda categoria in considerazione del fatto che la stessa sarebbe stata "probabilmente esercitata col materiale mobile in uso presso l'Amministrazione dell'Alta Italia".
La costruzione della Airasca-Cavallermaggiore venne divisa nelle due tratte Airasca-Moretta e Moretta-Cavallermaggiore e il progetto esecutivo della prima risultava pronto nel maggio 1880, approvato dal Consiglio superiore dei lavori pubblici previe alcune modifiche che consentissero il transito promiscuo sui ponti da realizzarsi sui fiumi Pellice e Po. La gara di appalto per la costruzione della linea fu indetta il 10 maggio 1882 e lo stesso fu assegnato il 2 ottobre successivo all'impresa Abrate. L'intera linea fino a Cavallermaggiore fu aperta il 17 maggio 1886.
Nel 1867 la Provincia di Cuneo aveva nel frattempo fatto redigere dagli ingegneri Soldati ed Alasia il progetto del tronco Cuneo-Saluzzo. Più tardi, su incarico di un comitato presieduto dal sindaco di Saluzzo, l'ingegner Giacomo Luigi Cora riprodusse in un progetto unico quelli precedenti di Michela e Soldati-Alasia. Fu una relazione del 19 ottobre 1879, redatta da un'apposita commissione incaricata, che pose le basi del suddetto consorzio ed individuò le quote di riparto per la contemporanea costruzione delle due ferrovie.
I lavori furono banditi il 14 febbraio 1882 e appaltati all'impresa Giazena che dopo alcune difficoltà avviò gli stessi con apertura della ferrovia il 30 giugno 1885 e consegna alla società esercente solo nel luglio 1887; la spesa complessiva ammontava a 900.000 lire dell'epoca.
In conseguenza delle diverse riforme che si susseguirono nel tempo la gestione della linea venne assunta dalla Società per le Strade Ferrate del Mediterraneo, con servizi eserciti dalla Rete Mediterranea, per poi passare, nel 1905, alle neocostituite Ferrovie dello Stato.
Rimasta pressoché indenne dalle vicende legate ai due conflitti mondiali ma interessata da un traffico scarso conseguente alla natura rurale dell'area attraversata, in conseguenza dell'orientamento allora non favorevole, della Regione, allo sviluppo dei trasporti su rotaia la ferrovia fu chiusa al traffico il 1º gennaio 1986; il decreto di definitiva soppressione risale al luglio 1997. I primi binari vennero asportati già l'anno successivo. Sono stati mantenuti solo i binari del primo tratto, sino alla diramazione verso il vicino stabilimento della SKF, ma tale raccordo risulta inutilizzato dagli anni settanta.
Nel 2011 una pista ciclabile, chiamata Via delle Risorgive, è stata realizzata sfruttando il sedime della ferrovia nel tratto Airasca-Moretta.
Il tratto compreso tra Saluzzo e Moretta è rimasto attivo in regime di raccordo merci a servizio delle officine "Meccanica Moretta" specializzate nella riparazione di rotabili ferroviari. La cessazione delle attività lavorative alle officine ha decretato la definitiva dismissione del tratto ferroviario Saluzzo-Moretta.
Nei progetti futuri anche la Moretta-Saluzzo verrà convertita in pista ciclabile come da richiesta delle amministrazioni locali con l'inserimento della stessa nel progetto Eurovelo 8 (ltinerario del Mediterraneo).

## Caratteristiche
| Continuation backward |

| Station on track |

| Unknown route-map component "CONTgq" | Unknown route-map component "xABZgr" |  |

| Unknown route-map component "exBHF" |

| Unknown route-map component "exHST" |

| Unknown route-map component "exBHF" |

| Unknown route-map component "exWBRÜCKE1" |

| Unknown route-map component "exHST" |

| Unknown route-map component "exhKRZWae" |

| Unknown route-map component "exBHF" |

| 19+266 |
| 0+000  |

|  | Unknown route-map component "exABZgl" | Unknown route-map component "exCONTfq" |

| Unknown route-map component "exHST" |

| Unknown route-map component "exBHF" |

| Unknown route-map component "uexCONTgq" | Unknown route-map component "exmKRZ" | Unknown route-map component "uexCONTfq" |

|  | Unknown route-map component "xABZg+l" | Unknown route-map component "CONTfq" |

|  | Unknown route-map component "xABZgl" | Unknown route-map component "STR+r" |

|  | Unknown route-map component "exKBHFe" | Straight track |

|  |  | Station on track |

|  |  | Continuation forward |

La ferrovia risultava prevalentemente rettilinea, con uno sviluppo in curva pari a solo il 7% del percorso, con una pendenza media del 6,9 per mille e una massima del 17,2 per mille su una breve tratta. Modeste erano le opere d'arte, realizzate per lo scavalcamento dei corsi d'acqua.

### Percorso
Lasciata Airasca la ferrovia rimaneva nella valle del Pellice incontrando nell'ordine la stazione di Scalenghe, la fermata di Cercenasco e la stazione di Vigone. Scavalcato il fiume e servita l'ulteriore fermata di Villafranca Piemonte era ormai raggiunto il Po, scavalcato anch'esso per giungere infine a Moretta, stazione dalla quale la linea principale proseguiva fino al 1959 alla volta di Cavallermaggiore.
La diramazione volgeva ancora verso sud, servendo la fermata di Torre San Giorgio e la fermata di Cervignasco. Prima di giungere al capolinea di Saluzzo, il binario ferroviario intersecava quello della tranvia Torino-Saluzzo, gestita dalla Compagnia Generale dei Tramways Piemontesi e attiva fra il 1881 e il 1950.